# Zimmerman House
La Zimmerman House est une maison américaine à Floydada, dans le comté de Floyd, au Texas. Dessiné par l'architecte de Wichita Falls Ray C. Arnhold, cet édifice construit en briques dans le style Pueblo Revival est classé Recorded Texas Historic Landmark depuis 1990.